# Miltos Sachtouris

Unterschrift von Sachtouris

Miltos Sachtouris (Miltos Sahtouris, griechisch Μίλτος Σαχτούρης; * 29. Juli 1919 in Athen; † 29. März 2005 ebenda) war ein griechischer Lyriker.
Sachtouris begann 1937 Jura zu studieren, gab das Studium aber 1940 auf, um Schriftsteller zu werden. Seine ersten Gedichte erschienen in den 1940er Jahren in den Zeitschriften Ελληνικά Γράμματα (Hellinika Grammata) und Τα Νέα Γράμματα (Ta Nea Grammata), deren Mitarbeiter er wurde.
1956 erhielt er vom italienischen Rundfunk den ersten Preis für junge Europäische Dichter. 1962 und 1987 erhielt er den Zweiten bzw. Ersten Nationalen Preis für Lyrik, 2003 den Staatspreis für Literatur für sein Lebenswerk. Seine Werke wurden u. a. ins Englische, Französische, Holländische und Italienische übersetzt. Eine Gedichtsammlung in deutscher Sprache in der Übersetzung von Andrea Gabriella Kapsaski erschien 1990. 2003 wurde ihm der griechische Sonderpreis der Literatur verliehen.
Er starb im März 2005 einige Monate vor seinem 86. Geburtstag in seiner Geburtsstadt Athen.